# San José de Payamino
San José de Payamino ist eine Ortschaft und eine Parroquia rural („ländliches Kirchspiel“) im Kanton Loreto der ecuadorianischen Provinz Orellana. Sitz der Verwaltung ist die Ortschaft San José de Payamino, 23 km nördlich des Kantonshauptortes Loreto sowie 34 km westlich der Provinzhauptstadt Puerto Francisco de Orellana. Die Parroquia besitzt eine Fläche von 835 km². Die Einwohnerzahl lag im Jahr 2010 bei 3125. Die Parroquia wurde am 29. Dezember 1966 eingerichtet.

## Lage
Die Parroquia San José de Payamino liegt in der vorandinen Region am Westrand des Amazonasbeckens. Im Südwesten reicht die Parroquia bis zum 3832 m hohen Vulkan Sumaco. Der Hauptort San José de Payamino liegt auf einer Höhe von 310 m am rechten Flussufer des Rìo Payamino. Dieser durchfließt das Gebiet in überwiegend östlicher Richtung. Der Rio Bigoy, ein linker Nebenfluss des Río Payamino, fließt entlang der westlichen Grenze der Parroquia in Richtung Nordnordost. Der Río Paushiyacu begrenzt das Areal im Nordosten. Der Río Suno, ein linker Nebenfluss des Río Napo, begrenzt das Verwaltungsgebiet im zentralen Süden. Die Fernstraße E20 (Puerto Francisco de Orellana–Loreto) durchquert den Südosten der Parroquia.
Die Parroquia San José de Payamino grenzt im Nordosten und im Osten an die Parroquia San Luis de Armenia (Kanton Francisco de Orellana), im Süden an die Parroquias Puerto Murialdo, Loreto und Ávila Huiruno sowie im äußersten Südwesten an die Parroquia San Vicente de Huaticocha. Im Westen liegt die Provinz Napo. Dort grenzt die Parroquia an Cotundo (Kanton Archidona) und Sumaco (Kanton Quijos) sowie an Linares und Gonzalo Díaz de Pineda (beide im Kanton El Chaco).

## Ökologie
Der äußerste Südwesten der Parroquia liegt innerhalb des Nationalparks Sumaco Napo-Galeras.